# 棕臀稚冠雉
棕臀稚冠雉（學名Ortalis ruficauda），又名棕臀小冠雉，是一種鳳冠雉科鳥類。

## 特徵
棕臀稚冠雉分佈在哥倫比亞東北部、委內瑞拉北部及多巴哥，更是多巴哥的國鳥。它們也被引入到格瑞納丁群島（the Grenadines）的貝基亞島（Bequia）及聯合島（Union Island）。它們主要是樹棲的，棲息在森林及林地，也會在開放的乾旱叢林出沒。加上並沒有太大的獵殺威脅，故它們比其他同科較大的鳥類少威脅。
棕臀稚冠雉的體形屬中等大小，外觀較像火雞，頭部細小，腳長，尾巴闊長。它們一般長53-58厘米；雌鳥重540克，雄鳥重640克。它們的羽毛較沉色，上身深褐色及下身較淡色。頭部灰色，尾巴褐色，尖端呈紅色或白色。

## 行為
棕臀稚冠雉是社交的，會組成家庭式的群落。它們會在樹枝上行走覓食，尋找果實及種子。它們可以垂直飛行，但卻不能飛行長距離。鳥巢是以樹枝築成，並且築在樹上。雌鳥每次會生3-4顆蛋，並由雌鳥單獨孵化。

## 外部連結
- Internet Bird Collection （页面存档备份，存于）
- VIREO （页面存档备份，存于）